# الکساندر داگلاس کمبل
الکساندر داگلاس کمبل (انگلیسی: Alexander Douglas Campbell؛ ۲۰ ژوئن ۱۸۹۹ – ۳ آوریل ۱۹۸۰) فرد نظامی اهل بریتانیا بود. وی همچنین برندهٔ جوایزی همچون صلیب نظامی شده‌است.